# حب فلفل زهري
حب الفلفل الزَهريّ هو حب مجفف يجنى من ثلاثة أنواع مختلفة من النبات؛ وهي الفلفل البيروي والفلفل البرازيلي وEuonymus phellomanus.